# Amyema polillensis
Amyema polillensis là một loài thực vật có hoa trong họ Loranthaceae. Loài này được (C.B.Rob.) Danser mô tả khoa học đầu tiên năm 1929.